# Christophe Renard
Pour les articles homonymes, voir Renard (homonymie).
Christophe Renard, né le 20 mai 1970 à Rouen, est un joueur de hockey sur glace qui évoluait au poste de gardien de but.

## Carrière sportive
Il a fréquenté successivement :
- O.H.C Viry Essonne (période 1987-1990)
- Les Français Volants de Paris (période 1990-1991)
- les Flammes Bleues de Reims (période 1991-1994)
- Les Dragons de Rouen (période 1994-1998)

Il a également entrainé les ours de Cléon.